# 福音バプテスト宣教団
福音バプテスト宣教団（英語: Japan Free Will Baptist）は日本のバプテスト派の団体である。
米国テネシー州のナッシュヴィルのフリーウィル・バプテスト海外宣教本部から、1954年(昭和29年)10月ウェスレー・カルバリー夫妻が来日し、1956年(昭和31年)北海道網走支庁(現・オホーツク総合振興局)管内で宣教を開始した。後には、関東にも開拓伝道を行った。
1963年（昭和38年）3月10日北海道の日本人教会を中心にして、福音バプテスト宣教団北海道地区が設立され、その後、関東地区も設立された。